# Long Ago (and Far Away)
Long Ago (and Far Away) är en amerikansk sång som skrevs av Jerome Kern och Ira Gershwin till filmmusikalen Omslagsflickan 1944. Sången nominerades till en Oscar för bästa sång samma år. Sången publicerades 1944 och såldes i över 600 000 exemplar av nothäften på ett år. År 2004 placerade den sig på plats 92 på listan AFI's 100 Years...100 Songs över de främsta amerikanska filmlåtarna genom tiderna. 
I filmen sjöngs sången av Rita Hayworth (dubbad av Martha Mears) och Gene Kelly. Artister som placerat sig på topplistor med egna versioner av sången inkluderar Dick Haymes och Helen Forrest, Bing Crosby, Jo Stafford och Perry Como, flera av dem samma år som filmen hade premiär. 
Sången användes även i filmen Efter regn kommer solsken (1946), där den sjöngs av Kathryn Grayson. 

## Artister som spelat in sången i urval
- Chet Baker (1955)
- Acker Bilk
- Pat Boone (1964)
- Richard Clayderman
- Rosemary Clooney (1979)
- Perry Como (1944)
- Bing Crosby (1944)
- Bobby Darin (1961)
- Tommy Dorsey
- Bob Dylan
- Percy Faith and his Orchestra
- Eddie Fisher
- Helen Forrest och Dick Haymes (1944)
- Judy Garland (1945)
- Erroll Garner
- Ron Goodwin
- Eydie Gorme
- Robert Goulet (1965)
- Stephane Grappelli
- Odetta Holmes
- Engelbert Humperdinck (1988)
- Shirley Jones och Jack Cassidy (1959)
- Stan Kenton and his Orchestra
- Mario Lanza (1951)
- Guy Lombardo and His Royal Canadians (1944)
- London Philharmonic Orchestra
- Vera Lynn
- Henry Mancini
- Mantovani
- Johnny Mathis (1965)
- Martha Mears och Gene Kelly (1944)
- Glenn Miller and The AAF Band (1944)
- Marni Nixon (1988)
- Cliff Richard (1965)
- Amália Rodrigues
- Jo Stafford (1944)
- George Shearing
- Frank Sinatra (1944)
- Rod Stewart (2005)
- Richard Tauber (1944)
- Kiri Te Kanawa (1993)
- Mel Tormé